# Nicolae Costin (cronicar)
Nicolae Costin (n. 1660, Moldova – d. 1712, Moldova) a fost un cronicar și mare vornic al Moldovei, fiu al cronicarului Miron Costin.
Este autorul mai multor cronici istorice ale Moldovei:
- Ceasornicul domnilor
- Cartea descălecatului de-ntâiu
- Letopisețul Țării Moldovei de la zidirea lumii până la 1601
- Cronica domniei lui Nicolae Mavrocordat (1709-1711)

## Opera
- Opere (Ed. Junimea, Iași, 1976)
- Letopisețul Țării Moldovei de la zidirea lumii pînă la 1601 și de la 1709 la 1711 (Ed. Junimea, Iași, 1976)
- Scrieri (Ed. Hyperion, Chișinău, 1990)